# Bedside
Pour plus de détails, voir Fiche technique et Distribution.
Bedside est un film américain réalisé par Robert Florey en 1934.

## Synopsis
Bob Brown n'a jamais dépassé la troisième année de médecine durant ses études. Pourtant, poussé par sa petite amie infirmière Caroline Grant, il décide de reprendre ses études afin d'obtenir son diplôme de médecin et exercer. Avec les 1 500 $ qu'elle lui prête pour ses études, il préfère jouer aux cartes avec ses amis. N'ayant pas le courage de lui révéler la vérité, il fait chanter un confrère dépendant à la morphine dans le but de lui voler son nom et son diplôme. Il s'installe alors sur l'artère new-yorkaise cossue de Park Avenue avec un assistant, le Dr. Wiley, et Caroline, infirmière et secrétaire du cabinet. Tout se complique lorsqu'il est dépassé par sa volonté de célébrité et de reconnaissance.

## Fiche Technique
- Titre : Bedside
- Titre original : Bedside
- Réalisation : Robert Florey
- Scénario : Lillie Hayward, James Wharton, Manuel Seff, Harvey F. Thew, Rian James (dialogues aditionnels)
- Production : Samuel Bischoff
- Société de production : Warner Bros
- Musique : Benard Kaun
- Costumes : Orry-Kelly
- Pays d'origine : États-Unis
- Genre : Comédie dramatique
- Durée : 70 minutes
- Dates de sortie :
  - États-Unis : 27 janvier 1934
  - Royaume-Uni : 27 février 1934 (Londres) - 6 août 1934

## Distribution
- Warren William : Bob Brown/Dr. J. Herbert Martel
- Jean Muir : Infirmière Caroline Grant
- Allen Jenkins : Sam Sparks
- David Landau : Dr J. Herbert Martel/John Smith
- Kathryn Sergave : La cantarice Mimi Maritza
- Henry O'neill : Dr William Chester
- Donald Meek : Dr. George Wiley
- Renee Whitney : Mme Varsova
- John Larkin : un porteur

## Autour du film
Le film a été tourné en 17 jours aux studios Burbank Warner Brothers.